# Guerra di annientamento

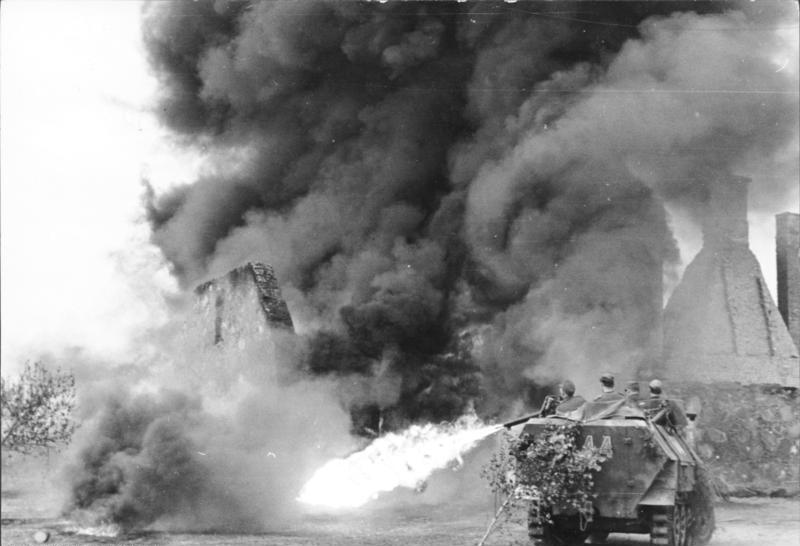
La distruzione di un villaggio russo da parte dell'esercito tedesco (agosto 1944)

La guerra di annientamento o guerra di sterminio è una tipologia di guerra che ha come obiettivo la distruzione di una delle due parti di uno stato o di una delle due ideologie coinvolte.

## Storia

### Antichità

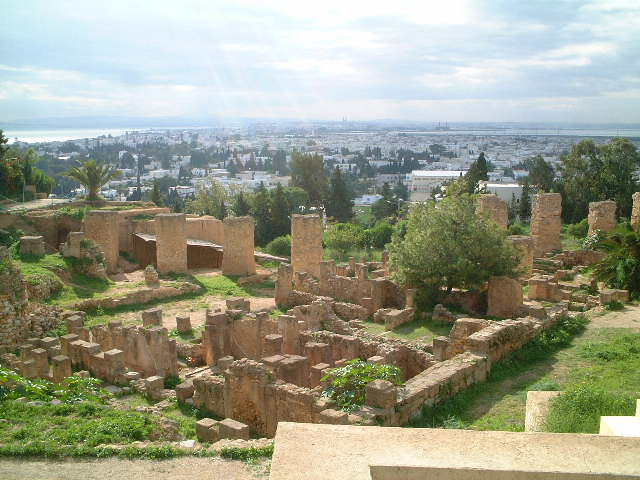
I resti del quartiere Hannibal a Cartagine

L'ideologia imperialista romana può fare riferimento a una guerra di sterminio. Durante la repubblica romana l'unico caso di guerra di annientamento fu la terza guerra punica, quando Cartagine fu distrutta, la sua popolazione (circa 150.000 abitanti) fu massacrata o ridotta in schiavitù e, infine, la sua terra venne ripopolata da persone provenienti in genere dalla penisola italiana. In età imperiale altre guerre di annientamento furono la conquista della Dacia e le guerre romano-partiche. Sfuggono invece alla definizione di guerra di annientamento o sterminio, le guerre condotte da Roma contro le monarchie ellenistiche come le guerre macedoniche e la Guerra contro Nabide. Si discute in sede storica se la conquista della Gallia ad opera di Giulio Cesare possa o meno rientrare nelle guerre di sterminio. Nel linguaggio politico romano il termine usato per definire l'annientamento totale dell'entità avversaria era debellatio.

### Medioevo

L'espansione dell'impero di Gengis Khan

I mongoli, in base alla loro volontà di costituire un impero universale, praticavano una guerra di sterminio. Gengis Khan fondò il più grande impero della storia sterminando lungo la via, molti popoli dell'Asia centrale e orientale.
Gli incas (1438-1527) hanno anche praticato una politica di guerra di sterminio contro i popoli vicini nel Sud America pre-colombiano. Così, i popoli conquistati furono ridotti in schiavitù e deportati dalle loro terre, dove vigeva la cultura quechua, ovvero una vasta superficie terrestre, dall'attuale Ecuador al Cile.

### Epoca moderna

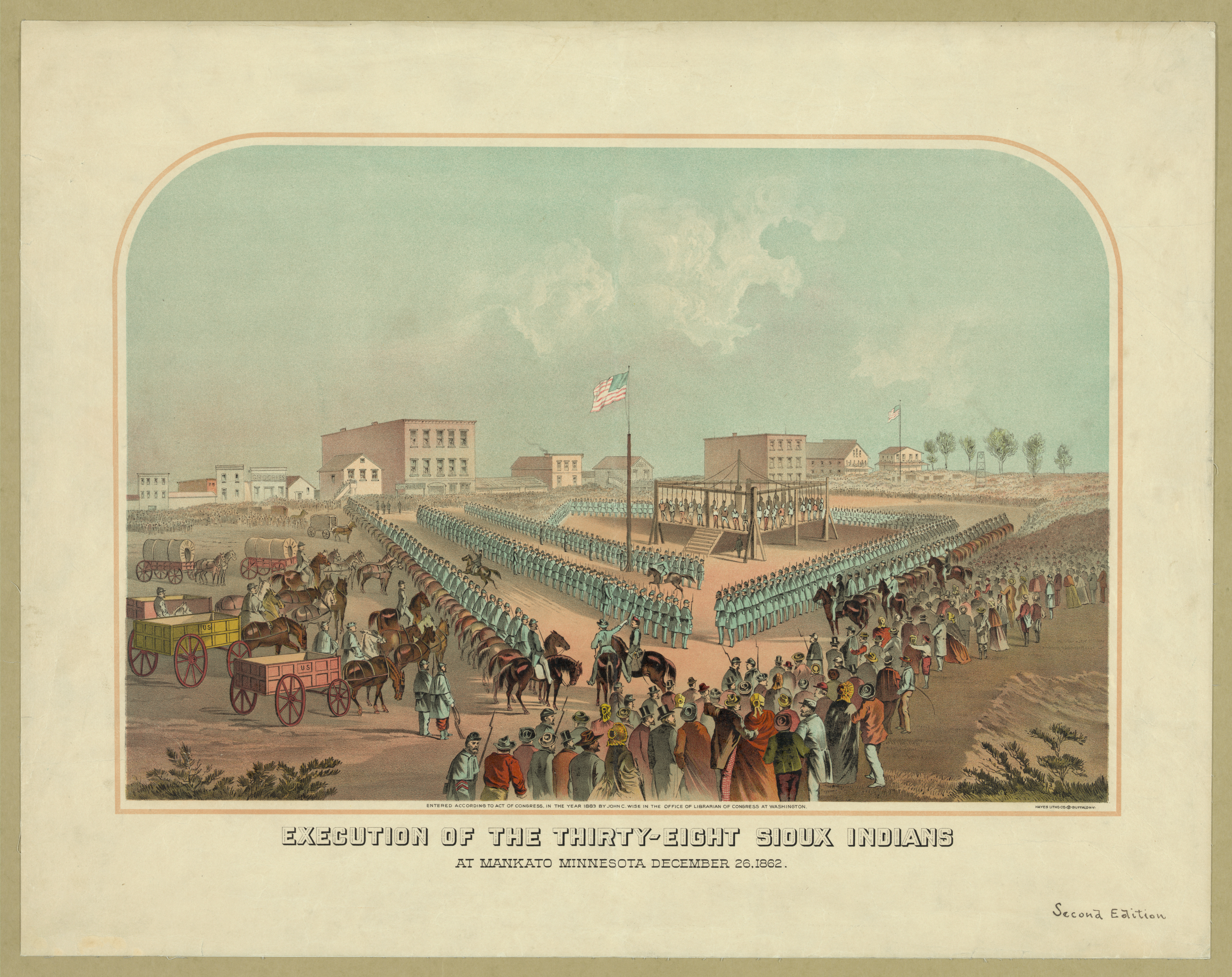
Esecuzione di 38 indiani Sioux nel 1862

In generale si ritiene che gli Stati Uniti d'America durante la loro espansione sulla costa occidentale, praticarono una guerra di sterminio contro gli indiani. Costoro distrussero la cultura locale, chiusero le persone nelle riserve e le massacrarono; furono guerre incessanti, con anche la volontà di conquistare nuovi territori, nuove risorse e, naturalmente, ripopolando questi territori con nuovi elementi.

### Seconda guerra mondiale
Durante la seconda guerra mondiale, in particolare sul Fronte orientale, vi fu un perfetto esempio di una guerra contemporanea di sterminio. Il regime nazista la cui ideologia era basata in parte sul libro Mein Kampf di Adolf Hitler intendeva far sparire ogni nemico del popolo tedesco, ovvero il popolo russo sotto il regime sovietico, il cui territorio doveva essere a poco a poco ripopolato dalla "razza ariana": a Berlino fu appositamente creata una amministrazione per tale scopo, l'Ost Generalplan.
La guerra giapponese contro la Cina presenta anche aspetti della guerra di sterminio, tra cui l'opposizione alla dottrina e al governo cinese, i massacri di massa, ma anche il desiderio di ripopolare la zona.

## Caratteristiche
Per quanto riguarda il senso moderno, se un paese è impegnato in una guerra di sterminio, non è per ridurre in condizione di vassallo il paese sconfitto, o impadronirsi e inglobare fra i propri quel territorio, ma piuttosto è volta a distruggere, cancellare dalla carta geografica nel vero senso del termine. La sua popolazione potrebbe essere ridotta in schiavitù o massacrata.
Non deve essere confusa con il concetto di genocidio, dove solitamente non c'è bisogno di un conflitto armato per far sì che questo fenomeno possa avere luogo.